# Goti
Goti (gotsko *Gut-þiuda (Gotsko ljudstvo) ali *Gutaniz, staronordijsko Gutar/Gotar, nemško Goten, latinsko Gothi, grško Γότθοι [Góthoi])  so bili vzhodnogermansko ljudstvo. Delili so se na Vizigote (Zahodni Goti) in Ostrogote (Vzhodni Goti). Igrali so pomembno vlogo v padcu Rimskega cesarstva in nastajanju srednjeveške Evrope.
Pomemben vir podatkov o Gotih je Getica (De origine actibusque Getarum - Poreklo in dejanja Gotov), delno izmišljeno delo rimskega zgodovinarja Jordana iz 6. stoletja. Getica opisuje njihovo selitev iz južne Scandze  (Skandinavije) v Gothiscandzo, verjetno na ozemlje ob spodnji Visli v sedanji Pomeraniji, in od tam na obalo Črnega morja. Arheolške najdbe iz pomeranske wielbarške kulture in černjakovske kulture severovzhodno od spodnje Donave potrjujejo, da se je nekaj takšnih selitev resnično zgodilo. V 3. stoletju so Goti ali preko spodnje Donave ali preko Črnega morja opustošili Balkan in Malo Azijo vse do Cipra in oplenili Atene, Bizanc in Šparto. Do 4. stoletja so osvojili Dakijo in se razdelili na najmanj dve skupini: Tervinge, katerim je vladala dinastija Balti in Grevtunge, katerim je vladala dinastija Amali. Skupini je ločevala reka Dnester. Goti so obvladovali ogromno ozemlje, ki se je raztezalo od Donave do Volge in od Črnega morja do Baltika. Svoj višek so dosegli pod kraljema Ermanarikom in Atanarikom.
V poznem 4. stoletju so z vzhoda prišli Huni in vdrli na gotsko ozemlje. Hunom je uspelo podjarmiti mnogo Gotov in jih vključiti v svojo vojsko, skupini pod Fritigernovim vodstvom pa je uspelo pobegniti preko Donave in v bitki pri Odrinu prepričljivo premagati Rimljane. Po zmagi je gotski misijonar Vulfila, ki je sestavil gotsko abecedo, da bi v gotščino prevedel Sveto pismo, mnogo Gotov spreobrnil iz poganstva v arijansko krščanstvo. V. 4., 5.in  6. stoletju so se Goti razdelili na Vizigote, ki so postali rimski federati, in Ostrogote, ki so se pridružili Hunom.
Gotski jezik in kultura sta v srednjem veku skoraj povsem izginila, čeprav se je njun vpliv v manjši meri še vedno čutil v nekaterih zahodnoevropskih državah. Nekaj prebivalcev polotoka Krima je še v 16. stoletju govorilo gotski jezik, poznan kot krimska gotščina.

## Ime
Goti so imeli mnogo imen, deloma morda zato, ker so vključevali več različnih etničnih skupin, deloma pa tudi zaradi takratne splošne prakse, da so isti etnični skupini dajali več različnih imen. Sodobni zgodovinarji so prepričani, da različna imena izhajajo iz istega prazgodovinskega etnonima, ki se je prvotno nanašal na enovito kulturo, ki je cvetela okoli sredine 1. tisočletja pr. n. št.. 
Beseda Goti izhaja iz korena Guton-, iz katerega se je razvil tudi pragermanski *Gutaniz, ki se je ohranil v imenu skandinavskega plemena Guti, s katerim še danes sami sebe imenujejo prebivalci Gotlanda na Švedskem. Drugo sodobno skandinavsko plemensko ime Gaeti, s katerim sami sebe imenujejo prebivalci Götalanda/Geatlanda, izhaja iz sorodne pragermanske besede *Gautoz (mn. *Gautaz).

## Zgodovina

### Poreklo
Po Jordanesovi Getiki so prvi Goti na čelu s kraljem Berigom prijadrali na južno obalo Baltika s tremi ladjami iz Scandze (Skandinavije) in ozemlje, kjer so pristali, po sebi imenovali Gothiscandza, se pravi Gotska Scandza. Lega Gothiscandze ni natančno določena. Jordanes pravi, da se je "ena od ladijskih posadk naselila na otoku v provinci  Spesis, ki je obdan s plitvimi vodami Visle". Goti so se od tam razselili vzdolž južne obale Baltika, pregnali tam naseljene Ulmeruge (Rugijce) in podjarmili sosednje Vandale. 
Tacit za Gote in njihove sosede Rugijce in Lemovijce pravi, da so nosili okrogle ščite in kratke meče in da so se podrejali samo svoji oblasti.
Plinij Starejši  govori o poročilu raziskovalca Piteja, ki je v 4. stoletju pr. n. št. potoval po severni Evropi. Pitej poroča, da so Gutoni germansko ljudstvo, naseljeno ob rečnem izlivu, širokem najmanj 6.000 stadijev (stadij = 190,5 m), ki se imenuje Mentonomon (Baltik). Morski valovi na njegovo obalo naplavljajo jantar.  Zgodovinarji imajo njegovo poročilo za verodostojno, čeprav namesto imena Gutoni uporablja ime Gujoni.
Plinij v svoji edini drugi omembi Gutonov trdi, da so bili Vandali eno od petih ljudstev v Germaniji, ki so ga sestavljali Burgodioni, Varini, Harini in Gutoni. Plinij ne pove, kje so živeli, vendar je njegov opis skladen s Ptolemajevim opisom vzhodnih germanskih plemen. Ker je na razpolago samo Plinijev opis Pitejevega poročila o Gutonih, ne pa tudi Pitejevo poročilo samo, datum 4. stoletje pr. n. št. ni potrjen, četudi verjetno ni napačen. 
Najstarejša znana materialna kultura, povezana z Goti na južni obali Baltskega morja, je vielbarška kultura s središčem v sedanjem Pomorjanskem na severu Poljske. Ko so priseljenci iz Skandinavije na vmesnem ozemlju med oksivsko in pševorsko kulturo začeli ustanavljati svoja naselja, je oksivsko kulturo v 1. stoletju n. št. zamenjala vielbarška kultura.
Kultura na južni obali Baltika je bila že od pozne nordijske bronaste dobe in zgodnje predrimske železne dobe (približno 1300 pr. n. št. – približno 300 pr. n. št.) pod vplivom južne skandinavske kulture. Po letu 1300 pr. n. št. (obdobje III) je bil skandinavski vpliv na Pomorjansko in današnjo severno Poljsko tako velik, da so nekateri poznavalci kulturo v tej regiji obravnavali  v okviru nordijske bronastodobne kulture.
Za Gote zdaj velja prepričanje, da so Baltsko morje prepluli nekje med letoma 300 pr. n. št. in 100 n. št.. Zgodnji arheološki dokazi v tradicionalni švedski pokrajini Östergötland kažejo na splošno upadanje števila prebivalcev v tem obdobju. V novejših publikacijah ta trditev ni potrjena. Naselja v sedanji Poljski bi se lahko ujemala z uvedbo skandinavskih pogrebnih običajev, na primer kamnitih krogov in stel, ki so posebno značilne za otok Gotland in druge dele južne Švedske. 
Heather in drugi strokovnjaki so do te hipoteze zelo zadržani, ker ni nobenega arheološkega dokaza za množično selitev iz Skandinavije.

### Selitev na Črno morje
Prihod germansko govorečih osvajalcev na obalo Črnega morja se na splošno opisuje kot postopno priseljevanje Gotov iz sedanje Poljske v Ukrajino. 
Selitve so se začele sredi 2. stoletja, ko se je vielbarška kultura pomaknila na jugovzhod proti Črnemu morju. K njej je spadal tudi njen najstarejši del z zahodnega brega Visle, ki je še vedno prakticiral skandinavske pogrebne običaje. Goti so v Ukrajini prekrili lokalno zarubinsko kulturo in ustvarili novo černjahovsko kulturo, ki je cvetela približno od leta 200 do 400 n. št..
V prvih grških omembah se Goti imenujejo Skiti, ker je ozemlje ob Črnem morju v preteklosti pripadalo Skitom, ki niso imeli z Goti nobene zveze. Izgleda, da je imelo ime bolj geografsko kot etnološko vsebino.
Po Jordanesovi Getici so Goti pod svojim 5. kraljem Filimerjem prišli v Ojum, ki je bil del Skitije, in podjarmili Spale (Sarmati), osvojili Bosporsko kraljestvo in zasedli več mest na obali Euksine (Črno morje), med njimi Olbijo in Tiro. Goti so se tam začeli deliti na Vizigote, katerim je vladala družina Balti, in Ostrogote, katerim je vlada družina Amali. Jordanes opredeljuje Ostrogote kot "vzhodne Gote", Vizigote pa kot "zahodne Gote".
Ena od teorij trdi, da so Goti med svojo selitvijo vzdrževali stike z južno Švedsko.
Černjahovska naselja so se običajno gradila na odprtem terenu v rečnih dolinah. Hiše so imele kleti in nadzemske prostore in hleve za živino.  Največje znano naselje, Budeşti v Moldaviji, je merilo 35 hektarjev. Naselja so bila večinoma neutrjena. Černjahovska pokopališča so imela tako žarne kot skeletne grobove. V slednjih je bila glava pokojnika obrnjena proti severu. Nekatere grobove so pustili prazne. V grobove so pogosto priložili keramiko, koščene glavnike in železno orodje in skoraj nikoli orožja.

### Na mejah Rimskega cesarstva
Ko so Goti prvič dokazano vdrli v Trakijo, jih Zosim imenuje Boranoi, Gregor Čudodelec pa Boradoi. Prvi vdor v  Rimsko cesarstvo, ki ga lahko pripišemo Gotom, je bilo obleganje Histrije v Dobrudži leta 238. V naslednjih nekaj desetletjih se je zvrstilo še nekaj takšnih vpadov. V bitki pri Abritu julija ali avgusta 251 so Goti pod Knivovim poveljstvom prepričljivo premagali Rimljane in ubili cesarja Decija. V bitki sta sodelovali najmanj dve skupini Gotov: Tervingi in Grevtungi. Gote so kasneje množično rekrutirali v rimsko vojsko, da bi se borili v rimsko-perzijskih vojnah. 
Prvi pomorski vpadi so se dogajali tri leta zapored, verjetno 255-257. Neuspešnemu napadu na Picundo v Gruziji je naslednje leto sledil drug napad, v katerem so oplenili Picundo in Trapez (Trabzon) v Pontu. Tretje leto je mnogo večja gotska vojska opustošila velik del Bitinije in Proponta, vključno s Kalcedonom, Nikomedijo, Nikejo, Apamejo, Kisom in Pruso.
Po desetletnem premoru so Goti in Heruli s petsto ladjami  napadli Pontsko Heraklejo, Kizik in Bizanc. Rimska mornarica jih je nato porazila, vendar jim je uspelo pobegniti v Egejsko morje, kjer so pustošili otoka Lemnos in Skiros, se prebili skozi Termopile in oplenili več mest v južni Grčiji, med njimi tudi Atene, Antični Korint, Argos, Olimpijo in Šparto. Atenska milica pod poveljstvom zgodovinarja Deksipa jih je nato potisnila proti severu, kjer jih je prestregla rimska vojska pod poveljstvom cesarja Galiena. Galien je s pomočjo dalmatinske konjenice dosegel pomembno zmago ob reki Mesti na meji med Makedonijo in Trakijo. Goti so imeli približno 3.000 žrtev. Po bitki so se začeli Heruli pod Navlobatovim poveljstvom z Rimljani pogajati za mir.
Po Galienovem umoru v predmestju Milana poleti 268. v zaroti, ki so jo vodili njegovih visoki častniki, se je za cesarja razglasil Klavdij in odhitel v Rim, da bi vzpostavil svojo oblast. Po prihodu na prestol se je najprej spopadel z Alemani, ki so vdrli v Retijo in Italijo. Ko jih je v bitki pri Gardskem jezeru porazil, se je začel ukvarjati z napadalci v balkanskih provincah.
Na vzhodu cesarstva se je medtem začela še večja pomorska invazija. Združena vojska Gotov (Grevtingov in Tervingov), Gepidov in Pevcinov, ki so jo ponovno vodili Heruli, se je zbrala na ustju Dnestra. Historia Augusta in Zosim trdita, da je  njihova vojske imela 2.000-6.000 ladij in 325.000 vojakov. Število je verjetno zelo pretirano, a kljub temu kaže na zelo obsežen napad. Ko vojski ni uspelo osvojiti nekaj mest na zahodni obali Črnega morja in ob Donavi (Tomi (Konstanca), Marcianopolis) so osvajalci napadli Bizanc in Hrizopol (sodobni Üsküdar). Del njihovega ladjevja se je potopil, morda zaradi neizkušenosti mornarjev pri plovbi skozi viharne tokove v Propontu, ali zato, ker ga je porazila rimska vojna mornarica. Ko so se prebili do Egejskega morja, je del gotskega ladjevja plenil po egejskih otokih vse do Krete, Rodosa in Cipra. Ladjevje je verjetno oplenilo tudi Trojo in Efez in porušilo Artemidin tempelj v Efezu, ki je bil eno od sedmih svetovnih čudes antičnega sveta. Glavnina vojske, ki je medtem zgradila oblegovalne naprave in bila tik pred tem, da zavzame Solun in Kasandrijo, se je zaradi novic, da se jim približuje rimska vojska, umaknila v notranjost Balkana.  Na umiku so oplenili Dober (verjetno Pajonijo) in Pelagonijo.
Ko so Goti izvedeli, da se jim približuje Klavdijeva vojska, so najprej poskusili napasti Italijo. Vojski sta se srečali pri Nišu, verjetno leta 269. Rimljani so hlinili pobeg in zvabili Gote v past. V bitki je bilo baje ubitih ali ujetih kakšnih 50.000 Gotov, njihova baza Solun pa je bila uničena. Izgleda, da je odločilni rimski napad vodil kasnejši cesar Avrelijan, ki je bil med vso Klavdijevo vladavino vrhovni poveljnik rimske konjenice. Nekaj preživelih so naselili v cesarstvu, druge pa so vključili v rimsko vojsko. Zmaga v bitki pri Nišu je zagotovila obstoj cesarstva za naslednjih nekaj stoletij. Po Klavdijevi smrti leta 270 je nekaj Gotov pod Kanabavdovim poveljstvom ponovno napadlo Rimsko cesarstvo. Cesar Avrelijan jih je porazil, vendar jim je prepustil Dakijo na drugem bregu Donave. 

### Goti v Rimskem cesarstvu
Glavna vira podatkov za zgodovino Gotov sta Res Gestae Amijana Marcelina, ki omenja vpletenost Gotov v državljansko vojno med cesarjema Prokopijem in Valensom leta 365, gotsko begunsko krizo in upor leta 376-382, in Prokopijeva De bello gothico, ki opisuje gotsko vojno 535-552. 
Leta 332 je cesar Konstantin dovolil Sarmatom, da se naselijo na severnem bregu Donave, da bi okrepili mejo cesarstva in ga branili pred napadi Gotov. V bojih je bilo ubitih domnevno 100.000 Gotov, kraljev sin Ariarik pa je bil ujet. Konstantin je po uporu sarmatskih sužnjev leta 334 evakuiral približno 300.000 Sarmatov s severnega brega Donave. Leta 335-336 je nadaljeval svoje pohode po Podonavju in premagal veliko gotskih plemen.
V 4. stoletju so se Grevtungi in Tervingi močno romanizirali, predvsem zaradi trgovanja z Bizantinci, pa tudi zaradi članstva v vojaški zvezi s sedežem v Bizancu in jamstva za vojaško pomoč. Poročila kažejo, da je Konstantin za obrambo Konstantinopla pripeljal 40.000 Gotov. Zaradi vedno slabše kakovosti rimskih vojakov so Germani sestavljali tudi večino njegove palačne straže. 
V tem obdobju je Vulfila spreobrnil Gote v arijansko krščanstvo.

### Begunci in osvajalci Rimskega cesarstva
Po Amijanu so v 370. letih začeli v gotskih kraljestvih v Skitiji oblast prevzemati Huni. Njegovo trditev sta potrdila tudi Evnapij in kasneje Zosim. Gotski poglavar Fritigern se je zaradi pritiska Hunov leta 376 z delom Tervingov umaknil proti Vzhodnemu rimskemu cesarstvu in zaprosil cesarja Valensa za dovoljenje, da se s svojim ljudstvom naseli na južnem bregu Donave. Valens je njegovi prošnji ugodil in celo pomagal Gotom pri prečkanju reke, verjetno pri trdnjavi Durostorum. Preselitvi je sledilo pomanjkanje, ki je sprožilo upor Gotov in nekaj tračanskih plemen. Upor se je leta 376 spremenil v gotsko vojno, ki je trajala do leta 382. V bitki pri Odrinu leta 378 je bil Valens ubit.
V 5. stoletju so Goti ostali razdeljeni na Ostrogote in Vizigote. Obe plemeni sta bili med germanskimi ljudstvi, ki so se med preseljevanjem ljudstev udarila z Rimskim cesarstvom. 
V poznem 6. stoletju so se Goti kot federati naselili v Mali Aziji. Njihovi potomci, ki so tvorili elitni bizantinski polk Optimati (Optimatoi), so tam živeli še v 8. stoletju. Kasneje so se večinoma asimilirali, njihovo gotsko poreklo pa je kljub temu ostalo dobro znano. Letopisec Teofan Spovednik jih imenuje Gothograeci (Gotogrki).

## Posamične gotske entitete

### Vizigoti
Vizigoti so pod vodstvom Alarika I. leta 410 oplenili Rim in leta 451 v bitki na Katalunskih poljih porazili Atilo. Cesar Honorij jim je podelil Akvitanijo, kjer so ustanovili svoje kraljestvo. Porazili so Vandale in do leta 475 osvojili večino Iberskega polotoka. V bitki pri Vouilléju leta 507 so jih Franki porazili in potisnili v Hispanijo, kjer so se do poznega 6. stoletja pokristjanili. 
Vizigotsko kraljestvo pod kraljem Roderikom je trajalo do leta 711, ko so večino Iberskega polotoka osvojili Mavri. Nekaj vizigotskim plemičem pod vodstvom Pelagija Asturijskega je uspelo premagati Mavre v bitki pri Kovadongi (718 ali 722) in na severozahodu Iberskega polotoka ustanoviti Asturijsko kraljestvo. Gotska zmaga pri Kovandongi se šteje kot začetek rekonkviste, Asturijsko kraljestvo pa jedro, iz katerega sta se razvili sodobna Španija in Portugalska. Iberski Goti so se povsem asimilirali, tako da je od njihove izvirne kulture ostalo bore malo, razen germanskih imen, ki so se ohranila tudi v sodobni Španiji

### Ostrogoti
Ostrogoti so bili vzhodna veja Gotov, ki je leta 250 zapustila Skandinavijo in se odselila proti jugu. Ustavili so se na severni obali Črnega morja, kjer so ustvarili svoje kraljestvo pod vodstvom kralja Ostrogotov iz plemena Amali (Černjahovska kultura).
Leta 340 so se spet lotili osvajanja, podjarmili so slovanska plemena in si s tem pridobili ozemlja do Donave, ki je bila mejnik z Rimskim cesarstvom. Zaradi pritiska Hunov so v sporazumu z Rimljani prestopili Donavo in postali foederati cesarstva. Ko je prišlo do spopada s Huni leta 454, so jih Ostrogoti s Teoderikom Velikim na čelu premagali v bitki pri Nedavi. Po zmagi so nadaljevali osvajanje proti jugu in brez večjih težav prišli do Rima. Tu so odstavili Odoakra in razglasili svoje kraljestvo, ki so ga v kratkem razširili na vso Italijo. Prvi kralj je bil Teoderik Veliki, ki je po smrti vizigotskega kralja Alarika II. v bitki pri Vouilléju leta 507 postal regent Vizigotskega kraljestva in za nekaj časa pod svojo krono združil oboje Gote. Sledil mu je nedorasli vnuk Atalarik oziroma njegova mati Amalasunta kot regentka. Kraljestvo se je začelo razkrajati in leta 536 je zapadlo pod Bizantinsko cesarstvo.
Ko so bizantinske čete zapustile Italijo, je prišel na oblast ostrogotski poveljnik Totila, ki si je spet prisvojil severne dele polotoka in sam Rim. Bizantinci so se povrnili in po smrti Totile v bitki pri Taginah julija 552 se je gotsko upiranje končalo. Ostrogotsko kraljestvo pod poslednjim kraljem Tejom se je obdržalo do leta 553, ko je Italija ponovno prišla pod bizantinsko oblast. 
Preživele Gote so asimilirali Langobardi, še eno germansko pleme, ki je napadlo Italijo in leta 567 v severnem delu Italije ustanovilo svoje kraljestvo

### Krimski Goti
Kot posebna identitetna skupina so se po selitvi na področje Črnega morja izoblikovali Krimski Goti, iz virov najmanj poznana, najmanjša a paradoksalno najdlje obstoječa izmed gotskih identitetnih skupin, ki je po Hunskem vdoru v vzhodnoevropski prostor ostala na področju Krimskega polotoka. Po nekaterih ohranjenih virih naj bi Krimski Goti kot samostojna etnična skupina obstajali še v 9. stoletju.

## Kultura

### Umetnost
Goti iz černjahovskega kulturnega prostora so pred vdorom Hunov izdelovali nakit, posodo in okrasne predmete v slogu, ki je bil pod močnim vplivom grških in rimskih obrtnikov. Razvili so večbarven slog zlatih izdelkov, tako da so v skovane celice vstavljali drage in poldrage kamne. Ta slog je imel na zahodnih germanskih ozemljih velik vpliv še v srednjem veku.

### Jezik
Gotski jezik  je izumrl germanski jezik. Znan je predvsem iz Codexa Argenteus iz 6. stoletja, ki je kopija prevoda Svetega pisma iz 4. stoletja. Gotščina je edini vzhodnogermanski jezik z znatnim številom dokumentov. Vsi ostali vzhodnogermanski jeziki, vključno z burgundščino in vandalščino, so znani samo iz lastnih imen, ki so se ohranila v zgodovinskih spisih, in izposojenk v drugih jezikih, na primer v španščini in francoščini.
Gotščina je kakor drugi germanski jeziki spadala v indoevropsko jezikovno družino. Je dokazano najstarejši germanski jezik, vendar nima sodobnih potomcev. Najstarejši dokumenti v gotščini segajo v 4. stoletje. Jezik je bil od sredine 6. stoletja v zatonu, delno zaradi vojaških porazov Gotov v vojnah s Franki, eliminacije Gotov v Italiji in geografske izolacije. Najdlje se je ohranil na Iberskem polotoku, kjer je svojo vlogo cerkvenega jezika začel izgubljati po letu 589, ko so Vizigoti prestopili v katolicizem.  Kot domač pogovorni jezik se je na Iberskem polotoku uporabljal vse do 8. stoletja. Frankovski avtor Walafrid Strabo je zapisal, da so ga v spodnjem Podonavju in odročnih hribovskih področjih polotoka Krima govorili še na začetku 9. stoletja (krimska gotščina). Gotskim podobni izrazi v kasnejših dokumentih (po 9. stoletju) verjetno ne pripadajo istemu jeziku.
Gotščina je zaradi velikega števila pisnih dokumentov zelo zanimiva za primerjalno jezikoslovje.

### Vera
Goti, sprva pogani, so v 4. stoletju postopoma prestopali v arijansko krščanstvo. Spreobrnitev je bila posledica misijonarske dejavnosti škofa Vulfila, ki je zasnoval gotsko abecedo in v gotščino prevedel Sveto pismo.  V 370. letih so arijanske Gote preganjali preostali poganski Tervingi.  
Vizigotsko kraljestvo na Iberskem polotoku je v 7. stoletju prestopilo v katolicizem. Ostrogoti, kasneje tudi njihovi zadnji predstavniki Krimski Goti, so bili od 5. stoletja tesno povezani s Konstantinopelskim patriarhatom. V 9. stoletju so bili v celoti vključeni v Gotsko metropolijo.

## Zapuščina
Ustno izročilo Gutov (Gotlandcev) v Gutasagi govori o množični selitvi proti južni Evropi. Če je selitev povezana s selitvijo Gotov, je izročilo edinstveno, ker se prenaša že več kot tisoč let in je starejše od večine glavnih cepitev v družini germanskih jezikov. 
Švedsko sorodstvo z Goti je postalo pomemben del švedskega nacionalizma, saj so se Švedi do sredine 19. stoletja na splošno imeli za neposredne potomce Gotov. Sodobni švedski znanstveniki to kulturno gibanje, ki se je navduševalo tudi nad staronordijskim jezikom, imenujejo goticizem. 
Od leta 1278, ko je švedski prestol zasedel Magnus III. Švedski, je bilo sklicevanje na gotsko poreklo vključeno tudi v uradni naslov švedskih kraljev:
Mi, N.N., po Božji milosti kralj Švedov, Gotov in Vendov
Po smrti kralja Gustava VI. Adolfa leta 1973 so naslov poenostavili v kralj Švedske.
V srednjeveški in celo sodobni Španiji velja prepričanje, da so bili Vizigoti izvor španskega plemstva (podobno zase trdijo tudi Francozi). Do začetka 7. stoletja so etnične razlike med Vizigoti in Hispano-Rimljani večinoma izginile, poudarjanje gotskega porekla, na primer na nagrobnikih, pa se je med plemstvom ohranilo. V 7. stoletju je gotska aristokracija nase gledala kot na nosilca posebne gotske zavesti in varuha starih običajev, na primer z dajanjem germanskih imen. Običaji so bili na splošno omejeni na družinski krog. Hispano-romanski plemiči so v 5. stoletju služili gotskim plemičem, dve stoletji kasneje pa sta obe veji španske aristokracije v celoti privzeli podobne navade.
V Španiji se za arogantnega človeka še vedno reče, da "haciéndose los godos", se pravi, da se obnaša kot da je Got. V Čilu, Argentini in na Kanarskih otokih je godo zaničevalen naziv za evropske Špance, ki so se v zgodnjem kolonijalnem obdobju pogosto obnašali vzvišeno do domačih prebivalcev (criollos). V Kolumbiji se godos imenujejo člani konzervativne stranke.
Španske in švedske zahteve po gotskem poreklu so pripeljale celo do spora na Koncilu v Baslu leta 1434. Växjöjski škof Nicolaus Ragvaldi je trdil, da so Švedi potomci Gotov in da so bili prebivalci Västergötlanda (latinsko Vestrogothia) Vizigoti, prebivalci Östergötlanda (latinsko Ostrogothia) pa Ostrogoti. Španski delegati so mu odgovorili, da so na Švedskem ostali samo "leni in nepodjetni Goti", medtem ko so pogumni zapustili Švedsko,  vdrli v Rimski imperij in se naselili v Španiji.

## Primarni pisni viri o Gotih
- Ambrož, 15. poglavje uvoda v De Spiritu Sancto (O Svetem duhu)
- Amijan Marcelin, Res Gestae Libri XXXI
- Avrelij Viktor, De Caesaribus (O cesarjih), zgodovina od Avgusta do Konstancija II.
- Bazilij Cezarejski, Pisma
- Deksip, Scythica, ki jo je uporabil Zosim v svoji Novi zgodovini
- Epitome de Caesaribus
- Evnapij, Življenja sofistov
- Evtropij, Breviarij
- Filostorgij, Zgodovina grške cerkve
- Gregor Čudodelec, Kanonska pisma
- Gregor Niški
- Hieronim, Kronika
- Historia Augusta, zgodovina od Hadrijana do Kara
- Jordanes
- Julijan Odpadnik
- Kasiodor, izgubljena Zgodovina Gotov, ki jo je uporabljal Jordanes
- Klavdijan, De Bello Gothico (Gotska vojna), Pesmi
- Laktancij, De Mortibus Persecutorum (O smrti preganjalcev)
- Olimpiodor Tebanski
- Orozij, Historiae Adversus Paganos (Zgodovina proti poganom)
- Panegyrici latini
- Pavlin, Življenje škofa Ambrozija Milanskega
- Sinezij, De regno (Kraljestva) in De providentia (O (Božji) previdnosti)
- Sozomen
- Tacit, Germania, poglavji 17 in 44
- Temistij, Govori
- Teodoret Kirski
- Teodozijev zakonik
- Zosim